# Przemysław Kapsa
Przemysław Kapsa (ur. 1 lutego 1965 w Środzie Wielkopolskiej) – polski aktor teatralny i filmowy.

## Osiągnięcia
W 1989 roku uzyskał dyplom w Państwowej Wyższej Szkole Teatralnej im. L. Solskiego we Wrocławiu. W roku 1994 zdobył „Złotą Iglicę” w plebiscycie na najpopularniejszego aktora Wrocławia organizowanym przez Wrocławskie Towarzystwo Przyjaciół Teatru oraz redakcję „Słowa Polskiego”. W 2010 roku uzyskał „Pierścień Melpomeny”, nagrodę dla najpopularniejszego aktora Teatru im. Juliusza Osterwy w Gorzowie Wielkopolskim. W roku 2015 otrzymał odznakę „Zasłużony dla Kultury Polskiej”.

## Filmografia
- 1999: Ogniem i mieczem
- 2000: Ogniem i mieczem
- 2004: Rozdarcie, czyli gombro w Berlinie jako prof. Hollerer
- 2004: Fala zbrodni jako Bondarczuk, zastępca Romy (odcinki: 10, 27, 28)
- 2005: Świat według Kiepskich jako pijak (odc. 200)
- 2005: Fala zbrodni jako Kostia (odcinki: 29, 30)
- 2005–2006: Warto kochać jako Mirek
- 2006: Wielkie ucieczki jako Tadeusz Szejna
- 2006: Bezmiar sprawiedliwości jako kapitan Drawecki (odcinki: 2, 3)
- 2006: Pierwsza miłość jako Zimicz, pracownik firmy należącej do Piotra Kulczyckiego, ojca Artura
- 2007: Biuro kryminalne jako Bogdan Aftański (odc. 48)
- 2008: Skorumpowani jako dyrektor banku
- 2008: Przeznaczenie jako barman (odc. 1)
- 2008: O prawo głosu jako pracownik sekretariatu (spektakl telewizyjny)
- 2007–2008: Klan jako Marcin Jarguła
- 2007–2008: Egzamin z życia jako Stefan Dyczyński, prezes banku (odcinki: 96, 102, 107, 109, 111)
- 2009: Samo życie jako dyrektor Wydziału Gospodarki Komunalnej Urzędu Miasta Stołecznego Warszawa Dzielnicy Śródmieście
- 2009: Niesamowite historie jako Henryk Biernacki (odc. 21)
- 2009: Przeznaczenie jako psycholog Paweł (odcinki: 6, 11)
- 2010: Tancerze jako Stanisław, pracownik rozgłośni radiowej (odc. 31)
- 2010: Przebudzenie
- 2011: Wygrany
- 2011: Unia serc jako sprzedawca (odc. 9)
- 2011: Rezydencja jako redaktor naczelny pisma „Nasze Gwiazdy”
- 2011: Ojciec Mateusz – (odc. 89)
- 2011: Na dobre i na złe jako prowadzący kurs w Lublinie (odc. 443)
- 2011: Linia życia jako notariusz Młodziński
- 2012: Galeria jako adwokat (odc. 117)
- 2012: Prawo Agaty jako chirurg (odc. 24)
- 2013: Pierwsza miłość jako kierownik Urzędu Stanu Cywilnego (odc. 1785)
- 2014: Komisarz Alex jako lekarz (odc. 28)
- 2014: Na sygnale jako Szczepan (odc. 43)
- 2014: Komisarz Alex jako nabywca mieszkania (odc. 69)
- 2015: Korepetytor jako Jacek
- 2015: Na Wspólnej jako prokurator Kusiak (odc. 2100)
- 2015: Uwikłani jako Janusz Gancarz
- 2013–2015: M jak miłość jako lekarz (odcinki: 1030, 1031, 1042, 1193)
- 2014–2016: Klan jako Krystian, kochanek Henryki
- 2015: Barwy szczęścia jako detektyw Kopacz (odcinki: 1269, 1271, 1272, 1317, 1321)
- 2016: Pierwsza miłość jako prawnik (odc. 2210)
- od 2016: Sprawiedliwi – Wydział Kryminalny jako prokurator Kornel Jagiełło
- 2016: Komisja morderstw jako urzędnik (odc. 10)
- 2017: W rytmie serca jako sędzia Sądu Rejonowego w Warszawie (odc. 9)
- 2017-2018: Mecenas Lena Barska jako sędzia (odcinki: 1, 5, 8, 12, 16, 18)
- 2018: Przyjaciółki jako lekarz (odc. 138)
- 2018: Plagi Breslau jako uczestnik narady w ABW
- 2018: Ojciec Mateusz jako Włodarski (odc. 261)
- 2018: O mnie się nie martw jako pracodawca Przemka (odc. 103)
- 2019: Wojenne dziewczyny jako kierowca we Lwowie (odc. 30)
- 2019: Ślad jako Piotr Ryszkowski (odc. 69)
- 2019: Na sygnale jako Wojtek, mąż Bożeny (odc. 238)
- 2019: Komisarz Alex jako lekarz pogotowia (odc. 147)
- 2019: Echo serca jako Wiktor, dowódca Gajewskiego (odc. 29)
- 2020: Zawsze warto jako prokurator (odc. 13)
- 2020: W rytmie serca jako sędzia Sądu Rejonowego w Warszawie (odc. 69)
- 2021: Kasta jako Bartosz Reślak (odc. pt. „Jak w filmie”)[1]
- 2022: Tajemnica zawodowa II jako sędzia (odc. 8)
- 2022: Stulecie winnych jako dyrektor teatru (odc. 40)
- 2022: Dzielnica strachu jako dyrektor (odc. 108)
- 2023: O psie, który jeździł koleją
- 2023: Uroczysko jako starosta (odc. 35, 36, 43, 44)
- 2024: Wojtuś jako Janusz

## Spektakle teatralne

### Centrum Sztuki - Teatr Dramatyczny w Legnicy
- 1990: „SZPITAL REJONOWY” - rola Łazo, reż. Józef Jasielski
- 1990: „ZACZAROWANE PANTOFELKI” - rola Cygan, reż. Juliusz Stańda
- 1991: „PRZYGODY MŁYNKA DO KAWY” - rola Albin Spiker, reż. Teresa Krzan
- 1991: „HENRYK POBOŻNY” - rola Pątnik, reż. Maciej Korwin
- 1991: „JAN MACIEJ KAROL WŚCIEKLICA” - Witkiewicz, rola Agitator, reż. Józef Jasielski
- 1991: „GDYBY DO SZKOŁY CHODZIŁY...” - rola Zbyszek, reż. Łukasz Pijewski
- 1992: „TEATR WENECKI” - rola Julius, Młody Cudzoziemiec, reż. Łukasz Pijewski
- 1992: „WYSPA NUTOŻERCÓW” - rola Gigi Amadeo, reż. Łukasz Pijewski
- 1992: „MISS BAŚNI I BAJEK” - Krzysztof Gradowski, rola Kapitan, reż. Krzysztof Gradowski
- 1993: „DO EUROPY NA CZWORAKACH” - role, reż. Artur Kusaj
- 1993: „KRÓL IV” - rola Dworzanin, reż. Roman Załuski
- 1993: „ARMIA” - rola Wojtek, reż. Paweł Kamza
- 1993: „ŚLUBY PANIEŃSKIE” - rola Jan, asystent reżysera, reż. Andrzej Hrydzewicz
- 1993: „MINIATURY” - role i asystent reżysera, reż. Tomasz Brzeziński
- 1993: „WESELE Z FR.WYZWOLENIA” - role, reż. Krzysztof Rościszewski
- 1994: „PRZYAJCIEL WESOŁEGO DIABŁA” - rola Wilk, Najstarszy Wielkiej Rady, reż. Grzegorz Mrówczyński
- 1994: „Sofokles” - rola Drugi Posłaniec, reż. Andreas Neu
- 1994: „RADIO OSZOŁOMÓW” - role, reż. Artur Kusaj
- 1995: „TRZEJ MUSZKIETEROWIE” - rola Portos, reż. Jacek Głom

### Teatr Dramatyczny im. Szaniawskiego w Wałbrzychu
- 1995: „ROMANS BATIARA CZYLI ...” - rola Kataryniarz, reż. Andrzej Gałła
- 1996: „CHWILOWO ZAJĘTY CZYLI PARADA...” - rola Wood, reż. Wowo Bielicki
- 1997: „KUKURYKU NA PATYKU CZYLI...” - rola Dobosz, reż. Wiesław Cichy

### Teatr im. Juliusza Osterwy w Gorzowie Wielkopolskim
- 1997: „DA VINCI MIAŁ RACJĘ” - rola Robert Moreau, syn, reż. Krzysztof Gordon
- 1997: „STRASZNY SMOK” - rola Mateusz, pedrolino, lokaj 1 i asystent reżysera, reż. Jacek Medwecki
- 1998: „OBRAŻENI” - rola Student, reż. Andrzej Rozhin
- 1998: „ZABICIE CIOTKI” - rola Jerzy, reż. Wiesław Górski
- 1998: „POSKROMIENIE ZŁOŚNICY” - rola Petruchio, Curtis, reż. Ryszard Major
- 1998: „KONRAD WALLENROD” - rola Chór, reż. Ryszard Major
- 1998: „AGNES” - rola Ludovic, reż. Krzysztof Gordon
- 1998: „PIERŚCIEŃ I RÓŻA” - rola Paliwoda, reż. Wiesław Górski
- 1999: 'KŁAMCZUCHA” - rola Mamert, reż. Teresa Lisowska
- 1999: „MAZEPA” - rola Zbigniew, reż. Adam Orzechowski
- 1999: „PLACÓWKA 0-23” - Kabaret Biała Mysz, rola Docent Mianowany Przez Docenta oraz reżyseria
- 1999: „BAŚŃ O ZAKLĘTYM KACZORZE” - rola Pan NN, reż. Cezary Żołyński
- 1999: „TAKI NAM SIĘ SNUJE DRAMAT” - rola Staszek; Artur, reż. Ryszard Major
- 1999: „BAŚŃ O BAZYLISZKU ZE SMOGÓR” - rola Bazyliszek; Stasiek; Poborca 2, reż. Cezary Żołyński
- 2000: „ANTYGONA” - Sofokles, rola Posłaniec, reż. Adam Orzechowski
- 2000: „NIEBEZPIECZNE ZWIĄZKI” - rola Danceny, reż. Paweł Szumiec
- 2000: „MAŁY TYGRYS PIETREK” - reż. Cezary Żołyński
- 2000: „IWONA KSIĘŻNICZKA BURGUNDA” - rola Żebrak, reż. Ryszard Major
- 2000: „MEDEA” - rola Posłaniec, reż. Ireneusz Krzysztof Szmidt
- 2001: „ZA MINUTĘ PIERWSZA MIŁOŚĆ” - rola Stefan, reż. Teresa Lisowska-Gałła
- 2001: „INSPEKTOR PSINA” - rola Królewicz, reż. Teresa Lisowska-Gałła
- 2001: „KASIA Z HEILBRONNU” - rola Georg von Waldstatten, reż. Ryszard Major
- 2001: „LEONARD” - Artur Nełkowski, role, reż. Artur Nełkowski
- 2001: „SYTUACJE RODZINNE” - Biljana Srbljanović, rola Andrija, reż. Wiesław Górski
- 2001: „ODEJŚCIE GŁODOMORA” - rola Strażnik I, reż. Ryszard Major
- 2002: „MAKBET” - rola Rosse, reż. Wiesław Górski
- 2002: „BAŚŃ O ZAKLĘTYCH BRACIACH” - reż. Cezary Żołyński
- 2002: „SZWAGIER II” - reż. Ryszard Major
- 2002: DEKAMERON” - rola Giovanni Boccaccio, rola Pinuccio
- 2002: „UJEŻDŻACZ KONI” - reż. Cezary Żołyński
- 2002: „TRZYMAJ SIĘ PIETREK!” - rola Tygrys
- 2003: „ROMEO I JULIA” - rola Parys, reż. Waldemar Matuszewski
- 2003: „REWIZOR” - rola Łuka Łukicz Chłopów i asystent reżysera, reż. Teresa Kotlarczyk
- 2003: „RODZINA WAMPIRA” - rola Roman Simonow, reż. Edward Żentara
- 2004: „MALUTKA CZAROWNICA” - reż. Cezary Żołyński
- 2004: „ŚLUBY PANIEŃSKIE” - rola Gustaw, reż. Ryszard Major
- 2004: „WOLNOŚĆ” - rola Adrian, reż. Justyna Celeda
- 2004: „KRÓL EDYP Sofokles” - rola Teirezjasz i asystent reżysera, reż. Waldemar Matuszewski
- 2005: „LALKARZ PABLO JILL” - reż. Cezary Żołyński
- 2005: „Księżniczka o zielonych...” - rola kucharz
- 2005: „Czego nie widać” - rola Garry Lejeune i asystent reżysera, reż. Jan Tomaszewicz
- 2005: „O dwóch taki, co ukradli...” - reż. Cezary Domagała
- 2005: „Roberto Zucco Bernard-Marie Koltes” - rola brat dziewczynki i asystent reżysera, reż. Waldemar Matuszewski
- 2005: „SKĄPIEC” - rola Walery i asystent reżysera, reż. Alberto Nason
- 2006: „WYZWOLENIE” - rola Hołysz, maska, Aktor-chór, reż. Andrzej Rozhin
- 2006: „BRAT NASZEGO BOGA"- rola Lucjan, reż. Edward Żentara
- 2006: „PRZYGODY TOMKA SAWYERA” - rola sędzia, reż. Teresa Lisowska-Gałła
- 2006: „NOCLEG W APENINACH” - rola żandarm, reż. Jan Skotnicki
- 2006: „TRZY SIOSTRY, DWIE KSIĄŻKI...” - rola Prozorow, ojciec Santiaga i asystent reżysera, reż. Peter Kocan
- 2007: „DZIADY. ZBLIŻENIA” - rola Ksiądz Piotr, reż. Rafał Matusz
- 2007: „Bez seksu proszę” - rola Peter Hunter, reż. Jan Tomaszewicz
- 2010: „Czajka. Portrety miłości” jako Borys Trigorin, reż. A. Lipiec - Wróblewska
- 2012: „Mayday” jako Stanley Gardner, reż. Chrapkiewicz Grzegorz[2]